# Enrique Bargés Pozurama
Enrique Bargés Pozurama (16 de gener de 1905, Madrid - 20 d'agost de 1936, son Carrió, Mallorca) fou un militar espanyol, tinent de l'arma de Cavalleria, que s'aixecà contra el govern de la Segona República Espanyola el 1936 a Mallorca. Les primeres setmanes de la Guerra Civil fou comandant militar de sa Pobla formant les milícies falangistes que dugueren a terme la repressió dels membres i simpatitzants del Front Popular. Amb aquestes milícies participà en la defensa de Mallorca contra el desembarcament del capità Bayo on morí.
Era fill del tinent general d'Infanteria Enric Bargés i Pombo (1842-1906), destacat militar que fou, entre altres càrrecs, senador, ajudant d'Alfons XIII i capità general d'Extremadura, Burgos, Granada, Illes Canàries i Catalunya, i d'Elisa Pozurama López.

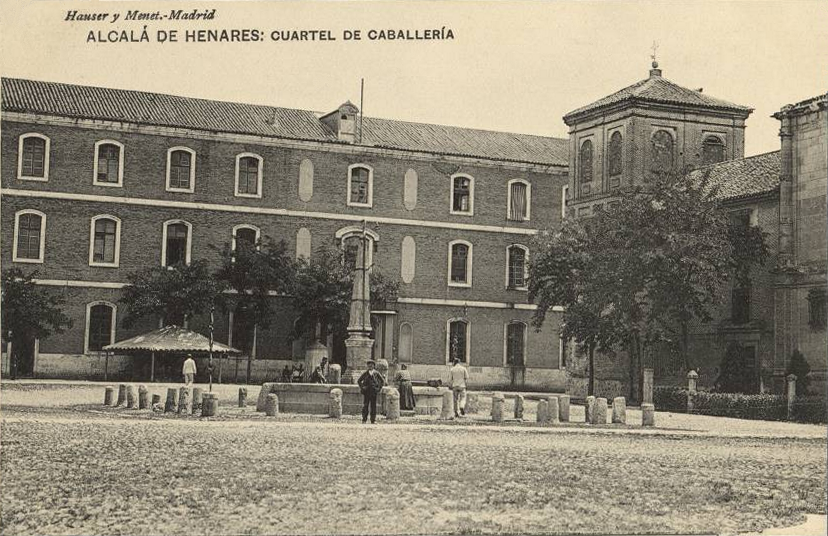
Quarter de Cavalleria del Príncep, dit de san Diego, a Alcalà de Henares cap el 1912

El 1931 ascendí a tinent i el 10 d'agost de 1932 fou un dels alçats a Madrid en l'intent de cop d'estat conegut com la Sanjurjada. El setembre de 1932 fou deportat a Villa Cisneros. El 1933 el Tribunal Suprem l'absolgué. El 1936 estava destinat al Regiment de Caçadors de Calatrava, núm. 2, a Alcalà de Henares.
Formà part dels anomenats Jinetes de Alcalá, un grup de militars de l'arma de Cavalleria adscrits als Regiments de Caçadors de Calatrava, núm. 2, i de Villarrobledo, núm. 3, destinats a Alcalá de Henares, que a finals de juny de 1936, foren confinats al castell de Sant Carles de Palma, Mallorca. El Govern de la Segona República aprofità uns greus incidents entre soldats i membres de partits d'esquerra per fer neteja de conspiradors en ambdós regiments. Al castell de Sant Carles conegueren al cap de la Falange Española a Mallorca, Alfonso de Zayas, que també estava empresonat i que els posà amb contacte amb els militars que s'havien d'aixecar contra la República. Quan es produí el pronunciament militar del 18 de juliol de 1936, aquests militars es posaren a les ordres dels avalotats. Fou nomenat el 23 de juliol cap instructor de les milícies de Falange Española de sa Pobla i comandant militar de la població. Sota les seves ordres, aquestes milícies s'encarregaren de la repressió dels membres i simpatitzants del Front Popular (detencions il·legals, tortures i assassinats) a sa Pobla. Participà amb aquestes milícies en l'enfrontament contra les tropes republicanes que desembarcaren a Mallorca i morí al front, prop de son Carrió.